# 宇佐美多恵
宇佐美 多恵（うさみ たえ、1980年1月18日 - ）は、日本の漫画家。本名同じ。血液型はA型。東京都出身。
『少女コミック』・『ChuChu』（ともに小学館発行）で執筆している。1999年、『少女コミック』10月増刊号に掲載された「愛のある場所』でデビュー。
代表作は『恋は、ひとつ屋根の下で…』など。

## 主な作品
- オトメのハートも金しだい
- 恋は、ひとつ屋根の下で…
- 制服のボディーガード